# 井ノ上ユウ子
井ノ上 ユウ子（いのうえ ゆうこ、本名：井上 優子）は、日本の女性アニメーター、キャラクターデザイナー。福岡県出身。

## 来歴・人物
スタジオ・ライブ出身で、退社後オー・エル・エムへ。以後同社制作作品に作画監督などの役職で携わる。2008年、池田裕治、本田隆（第68話より参加）らと共に『イナズマイレブン』でキャラクターデザインを担当。同作品では各話の総作画監督も兼任している。
2022年3月31日付でオー・エル・エムを円満退社し、フリーランスとなった。

## 参加作品

### テレビアニメ
1989年
- ドラゴンボールZ（1989年 - 1996年、動画）

1991年
- きんぎょ注意報!（1991年 - 1992年、動画）

1992年
- 美少女戦士セーラームーン（動画）

1996年
- 名探偵コナン（1996年 - 、原画）
- みどりのマキバオー（1996年 - 1997年、原画）

1997年
- 烈火の炎（原画）
- ポケットモンスター（1997年 - 2002年、原画）

1998年
- おじゃる丸（1998年 - 、原画）
- 銀河漂流バイファム13（原画）
- 彼氏彼女の事情（1998年 - 1999年、原画）
- カウボーイビバップ（1998年 - 1999年、原画）

2000年
- グラビテーション（2000年 - 2001年、原画）
- はじめの一歩（2000年 - 2002年、原画）

2001年
- ポケットモンスタークリスタル ライコウ雷の伝説（作画監督）
- 砂漠の海賊!キャプテンクッパ（原画）

2002年
- ポケットモンスター アドバンスジェネレーション（2002年 - 2006年、原画）
- ポケットモンスター サイドストーリー（2002年 - 2004年、キャラクターデザイン・総作画監督・作画監督・原画）

2003年
- おもいっきり科学アドベンチャー そーなんだ!（2003年 - 2004年、OP・EDアニメーション原画）

2005年
- ToHeart2（作画監督）

2006年
- 戦慄のミラージュポケモン（キャラクターデザイン・総作画監督）
- うたわれるもの（原画）
- Gift 〜ギフト〜 eternal rainbow（原画）

2008年
- イナズマイレブン（2008年 - 2011年、キャラクターデザイン・総作画監督）

2011年
- イナズマイレブンGO（2011年 - 2012年、キャラクターデザイン・総作画監督）

2012年
- イナズマイレブンGO クロノ・ストーン（2012年 - 2013年、キャラクターデザイン・総作画監督）

2013年
- イナズマイレブンGO ギャラクシー（キャラクターデザイン・総作画監督）

2018年
- イナズマイレブン アレスの天秤（キャラクターデザイン・総作画監督）
- イナズマイレブン オリオンの刻印（2018年 - 2019年、キャラクターデザイン・総作画監督）

2019年
- ポケットモンスター (2019年のアニメ)（2019年 - 2023年、#83原画）※井ノ上優子名義

2020年
- トミカ絆合体 アースグランナー（キャラクターデザイン・総作画監督）

2021年
- メガトン級ムサシ（作画監督）

2022年
- ニンジャラ（ED2アニメーション原画）
- 群青のファンファーレ（作画監督、原画、一原）（#1,3）は※とまこ牧子名義
- であいもん（#4原画）※とまこ牧子名義
- 転生したら剣でした（一原#1）

2023年
- ダークギャザリング（キャラクターデザイン・作画監督）

2025年
- ＃コンパス2.0 戦闘摂理解析システム（作画監督）

### 劇場アニメ
2000年
- 劇場版ポケットモンスター 結晶塔の帝王 ENTEI（原画）本名名義

2001年
- 劇場版ポケットモンスター セレビィ 時を超えた遭遇（作画監督・原画）

2002年
- 劇場版ポケットモンスター 水の都の護神 ラティアスとラティオス（作画監督・原画）

2003年
- 劇場版ポケットモンスター アドバンスジェネレーション 七夜の願い星 ジラーチ（デザインワークス・作画監督・原画）

2004年
- 劇場版ポケットモンスター アドバンスジェネレーション 裂空の訪問者 デオキシス（デザインワークス・総作画監督補佐・原画）

2005年
- 劇場版ポケットモンスター アドバンスジェネレーション ミュウと波導の勇者 ルカリオ（デザインワークス・作画監督）

2006年
- 劇場版ポケットモンスター アドバンスジェネレーション ポケモンレンジャーと蒼海の王子 マナフィ（デザインワークス・作画監督）
- 劇場版 どうぶつの森（作画監督）

2007年
- 劇場版ポケットモンスター ダイヤモンド&パール ディアルガVSパルキアVSダークライ（デザインワークス・作画監督）

2008年
- 劇場版ポケットモンスター ダイヤモンド&パール ギラティナと氷空の花束 シェイミ（作画監督）

2010年
- 劇場版イナズマイレブン 最強軍団オーガ襲来（キャラクターデザイン・総作画監督）

2011年
- 劇場版イナズマイレブンGO 究極の絆 グリフォン（キャラクターデザイン・総作画監督）

2012年
- 劇場版イナズマイレブンGO vs ダンボール戦機W（キャラクターデザイン）

### OVA
- 新・超幕末少年世紀タカマル（1992年 - 1993年、動画）
- イナズマイレブン Reloaded（2018年、キャラクターデザイン）

### ゲーム
- ふしぎの国のアンジェリーク（1997年、原画）
- サイキックフォースパズル大戦（1997年、エンディング原画）